# Nesta Cooper
 (octobre 2017).
Si vous disposez d'ouvrages ou d'articles de référence ou si vous connaissez des sites web de qualité traitant du thème abordé ici, merci de compléter l'article en donnant les références utiles à sa vérifiabilité et en les liant à la section « Notes et références ».
Pour les articles homonymes, voir Cooper.
Nesta Marlee Cooper (née le 11 décembre 1993) est une actrice canadienne.

## Biographie et carrière
Nesta Cooper est née en 1993 à Mississauga (Toronto) au Canada. Elle a joué dans The Edge of Seventeen (2016), #REALITYHIGH (2017) et elle occupe un des rôles principaux de la série télévisée Les Voyageurs du temps (depuis 2016).

## Filmographie

### Cinéma
- 2015 : Diablo : Rebecca Carver
- 2016 : The Edge of Seventeen : Shannon
- 2017 : #Realityhigh de Fernando Lebrija : Dani Barnes
- 2017 : Curious Females : Nikki (court-métrage)
- 2017 : Barbie : Héroïne de jeu vidéo : Gaia (voix)
- 2018 : The Miracle Season de Sean McNamara : Lizzie Ackerman
- 2021 : Bliss de Mike Cahill

### Télévision
- 2013 : Cult : Sakelik jeune (2 épisodes)
- 2013 : L'Heure de la peur : Lizzie (épisode Dead Bodies)
- 2014-2015 : Girlfriends' Guide to Divorce : enseignante (2 épisodes)
- 2015 : Detective McLean : Liz (épisode It Doesn't Show)
- 2015 : UnREAL : Assistante Molly (2 épisodes)
- 2015 : Le Courrier du cœur : jeune mariée (téléfilm)
- 2015 Heroes Reborn: Dark Matters : Dahlia (2 épisodes)
- 2015 : The Returned : Megan (2 épisodes)
- 2015 : Supernatural : Bartender (épisode There's No Place Like Home)
- 2015-2016 : Heroes Reborn : Dahlia (4 épisodes)
- 2016 : Les 100 : Shay (2 épisodes)
- 2016 : Motive : Stacey Edmonds (épisode The Scorpion and the Frog)
- 2016  : The Magicians : Gretchen (épisode The Strangled Heart)
- 2016-2018 : Les Voyageurs du temps : Carly Shannon (rôle principal)
- 2017 : S.W.A.T : Desiree Watson (1 épisode)
- 2018-présent : Spy Kids : Mission critique (Spy Kids: Mission Critical) (série d'animation)
- 2019 : See : Haniwa
- 2025 : Dope Thief (mini-série)